# Michelle Venturella
Michelle Venturella, född den 11 maj 1973 i Gary, Indiana, är en amerikansk softbollspelare.
Hon tog OS-guld i samband med de olympiska softboll-turneringarna 2000 i Sydney.